# Вангануї
Вангануї, Фангануї (англ. Whanganui) — місто і однойменний округ в новозеландському регіоні Манавату-Вангануї. Як і багато інших міст Нової Зеландії, Уонгануі до реформи місцевого самоврядування 1989 року мало статус міста (англ. city). Однак тепер ним керує окружний рада (англ. District Council).

## Назва

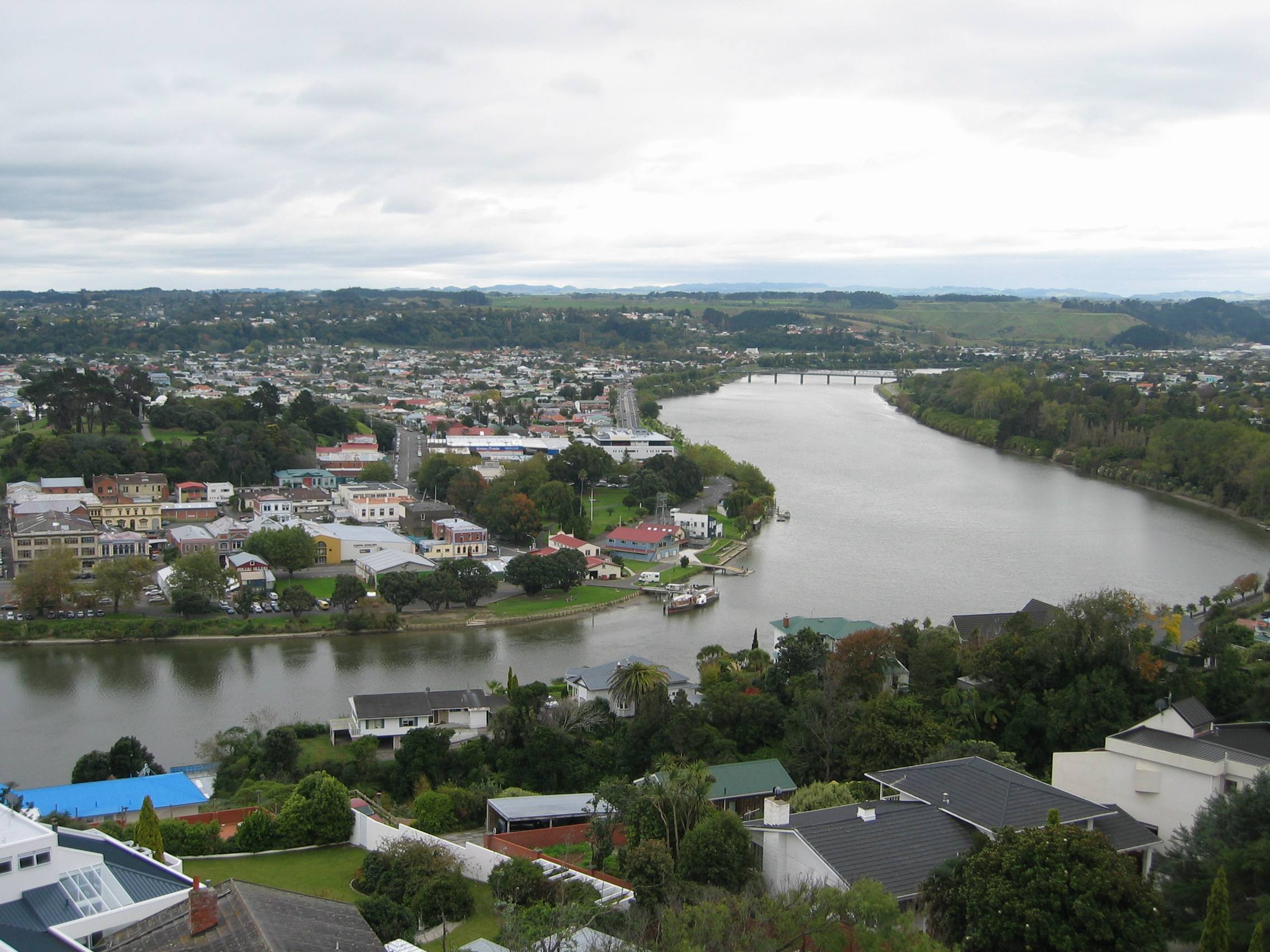
Місто Вангануї і однойменна річка.

У перекладі з мови маорі назва міста означає «велика бухта». Європейські колоністи назвали місто Пітер (англ. Petre), на честь лорда Пітера (офіцера Новозеландської компанії), проте ця назва не прижилася.

## Географія
Місто Вангануї розташований на березі бухти Таранакі, недалеко від гирла однойменної річки. Місто знаходиться приблизно за 200 км на північ від Веллінгтона та за 75 км на північний захід від Палмерстон-Норту. Велика частина Вангануї розташована на північно-західному березі річки, хоча частина передмість лежить на протилежному березі.
Помірний клімат. Середньорічна кількість опадів становить близько 900 м. У зимові місяці іноді трапляються заморозки.

## Історія

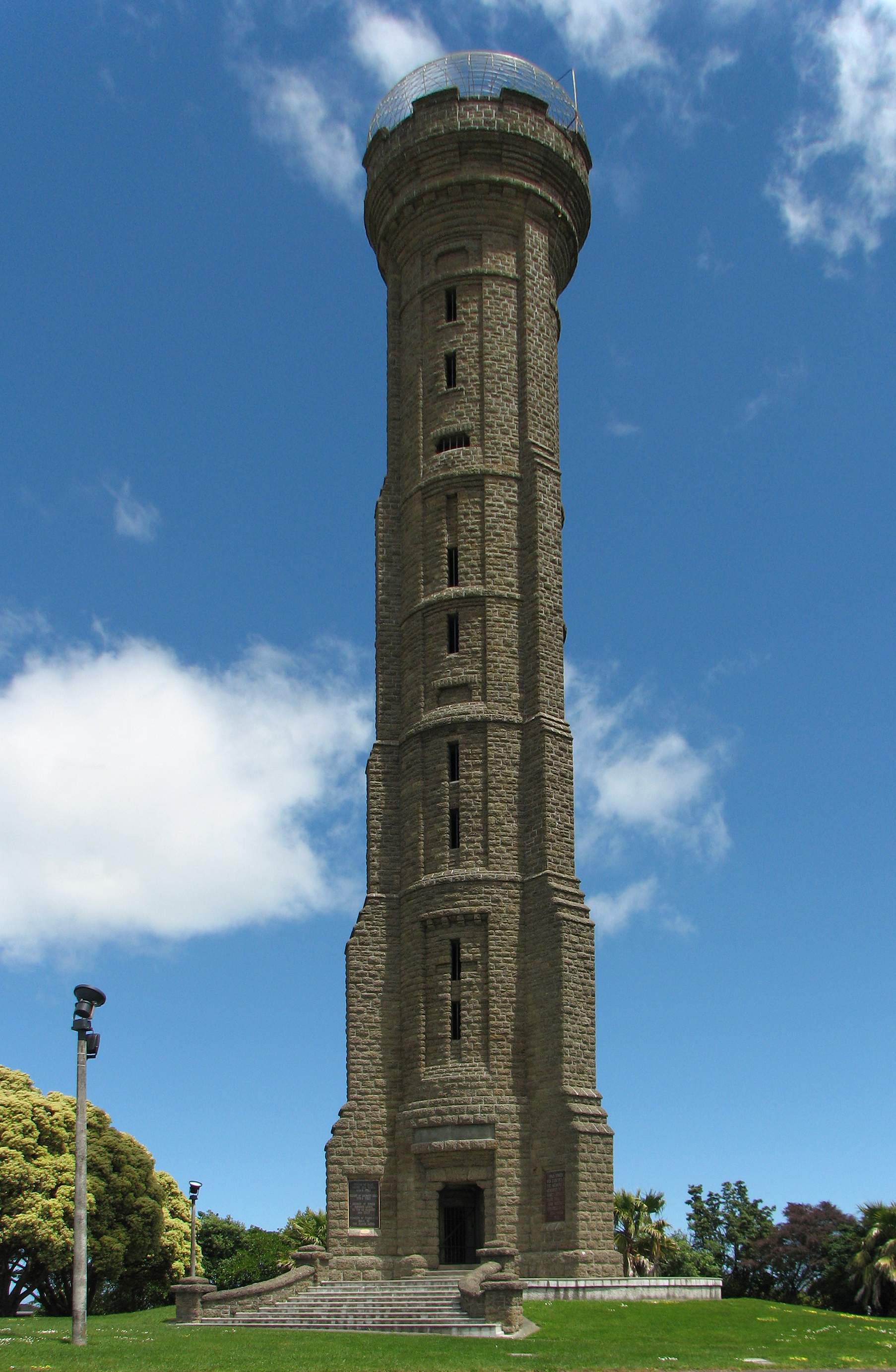
Військова меморіальна вежа.

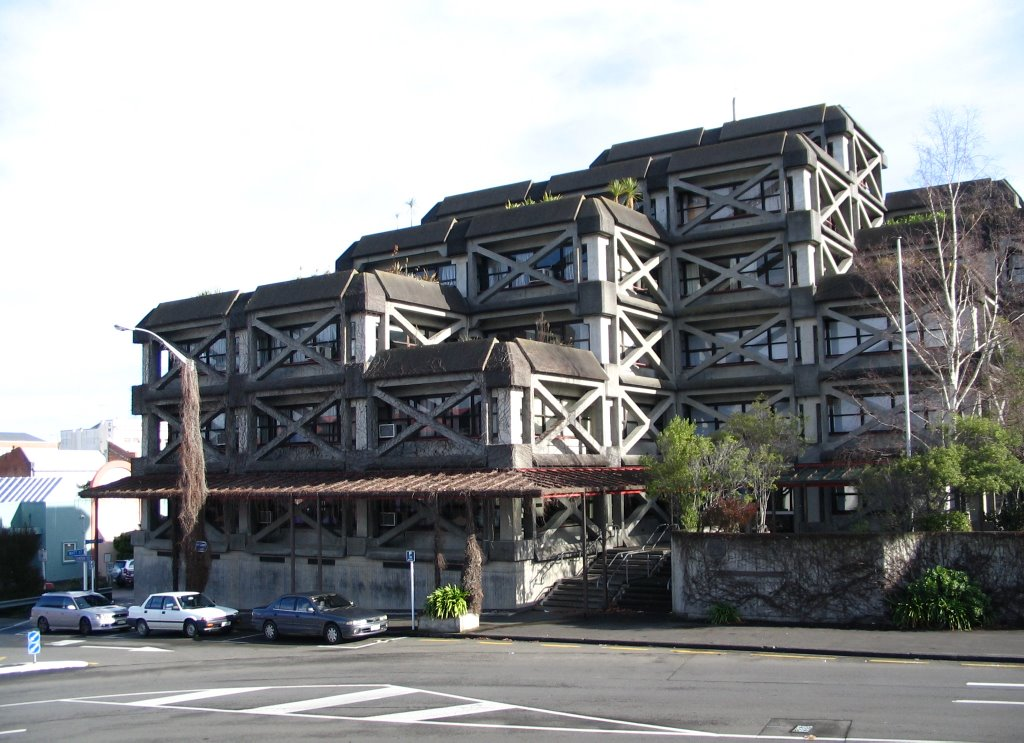
Будинок-тераса.

Район поблизу гирла річки Вангануї задовго до появи європейських колоністів був місцем проживання новозеландського народу маорі.
Перші європейські торговці з'явилися в околицях Вангануї у 1831 році. За ними прийшли християнські місіонери, які збирали підписи на підтримку Договору Вайтангі. Після того, як у Веллінгтонв влаштувалася Новозеландська компанія, яка контролювала процес колонізації островів, вона почала активні пошуки відповідних ділянок землі для поселенців. У 1840 році Едвардом Вейкфілдом були проведені переговори з продажу 40 тисяч акрів землі в районі Вангануї. Незабаром в гирлі річки було засновано європейське поселення, яке отримало назву Petre. 20 січня 1854 року назва міста було офіційно змінена на Вангануї (англ. Wanganui).
Ранні роки існування міста були досить проблемними. Купівля землі у місцевих племен маорі була здійснена з численними порушеннями, а самі маорі були вкрай незадоволені появою на їхніх землях європейців, які отримали прізвисько пакеха. Остаточна угода між сторонами була досягнута тільки через вісім після заснування Вангануї.
Після цього місто швидко розвивалося, а прилеглі землі були розчищені під пасовища. У роки Новозеландських земельних війн Вангануї був головною військовою базою європейських колоністів. У 1871 році був відкритий міський міст, а через шість років до нього дійшла залізниця. У 1886 році Вангануї був сполучений залізницею з містами Нью-Плімут та Веллінгтон.
1 лютого 1872 року Вангануї отримав статус боро, а 1 липня 1924 року — статус міста.